# Koppom
 (octobre 2024).
Si vous disposez d'ouvrages ou d'articles de référence ou si vous connaissez des sites web de qualité traitant du thème abordé ici, merci de compléter l'article en donnant les références utiles à sa vérifiabilité et en les liant à la section « Notes et références ».
Koppom est une localité dans le comté de Värmland, située dans la commune d'Eda en Suède.
Sa population était de 653 habitants en 2010.[réf. nécessaire]

## Personnes célèbres nées à Koppom
- Per Eklund ; pilote de rallye